# Rodolfo Cánepa
Rodolfo Eugenio Cánepa (Buenos Aires, 8 de agosto de 1925 - Buenos Aires, 20 de diciembre de 1975) fue un militar argentino de alta graduación.

## Biografía
Se graduó del Colegio Militar como subteniente de infantería con la promoción 73. Se especializó como oficial de Estado Mayor y oficial de inteligencia.
Cumplió varios destinos en la conducción superior. En 1973 fue comandante de la IV Brigada de Infantería Aerotransportada con asiento en Córdoba. En 1974 fue designado segundo comandante del II Cuerpo de Ejército de Rosario. Con un nuevo cambio de mandos en mayo de 1975, pasó a estar destinado como segundo comandante del III Cuerpo de Ejército de Córdoba. Posteriormente, fue designado director nacional de la Gendarmería Nacional.
Estuvo al frente de la comandancia del I Cuerpo de Ejército desde agosto de 1975, relevando al general de división Alberto Cáceres. Por razones de salud solicitó su pase a retiro en diciembre del mismo año, y fue sustituido por el general de división Carlos Guillermo Suárez Mason.
Falleció el 20 de diciembre de 1975.